# میبل پارتون
میبل پارتون (انگلیسی: Mabel Parton; ۲۲ ژوئیهٔ ۱۸۸۱ – ۱۲ اوت ۱۹۶۲) تنیس‌باز اهل بریتانیا بود.